# Chiến dịch Tiền Sơn
Chiến dịch Tiền Sơn (chữ Hán: 钱山战役, Tiền Sơn đại tiệp) là một chiến dịch thắng lợi của quân Nam Minh do Trịnh Thành Công lãnh đạo trước quân Thanh từ tháng 7 đến tháng 9 năm 1651.

## Diễn biến
Năm Thuận Trị thứ 7 (năm 1651) tháng 7,sau chiến thắng tại Từ Táo, Trịnh Thành Công đem quân đánh Chương Châu. Hải doanh tướng quân Trần Xuân và Phúc Kiến tướng quân Trần Thượng Trí đem quân đến Chương Châu tăng viện cho Vương Bang Tuấn. Quân Trịnh và quân Thanh gặp nhau tại Tiền Sơn. Ngày 25, quân Thanh phát động tấn công. Quân Trịnh dựa vào địa hình tổ chức phòng thủ vững chắc, tiêu diệt chủ lực quân Thanh. Sau đó, quân Trịnh tấn công quân Thanh đại bại, Trần Thượng Trí và Vương Bang Tuấn chạy thoát về Chương Châu. Quân Trịnh chiến thắng tại Tiền Sơn.

## Ảnh hưởng
Sau trận Tiền Sơn, quân Thanh trốn trong thành Chương Châu không dám ra ứng chiến. Trịnh Thành Công phái người đến chiêu hàng nhưng không thành công. Tuy nhiên cũng có không ít quân Thanh đã đầu hàng quân Trịnh.